# Rob Oliver
Rob Oliver est un réalisateur et animateur américain né en 1977 à Owosso au Michigan. Il travaille pour Les Simpson depuis 1997.

## Filmographie

### Réalisateur

#### Pourles Simpson
| Année | Titre                             | Titre original                   | Saison | Épisode | Scénariste                                     |
| ----- | --------------------------------- | -------------------------------- | ------ | ------- | ---------------------------------------------- |
| 2007  | L'Équipe des nuls                 | The Boys of Bummer               | 18     | 18      | Michael Price                                  |
| 2007  | Funérailles pour un félon         | Funeral for a Fiend              | 19     | 8       | Michael Price                                  |
| 2009  | Le Bon, le Triste et la Camée     | The Good, the Sad and the Drugly | 20     | 17      | Marc Wilmore                                   |
| 2009  | Les Apprenties sorcières          | Rednecks and Broomsticks         | 21     | 7       | Kevin Curran                                   |
| 2011  | Le Futur passé                    | Holidays of Future Passed        | 23     | 9       | J. Stewart Burns                               |
| 2012  | Naître ou ne pas naître           | Adventures in Baby-Getting       | 24     | 3       | Bill Odenkirk                                  |
| 2014  | Drôle de camping                  | Blazed and Confused              | 26     | 7       | Carolyn Omine William Wright                   |
| 2015  | Police du ciel                    | Sky Police                       | 26     | 16      | Matt Selman                                    |
| 2015  | Manque de taffe                   | Puffless                         | 27     | 3       | J. Stewart Burns                               |
| 2015  | Enfantin                          | Barthood                         | 27     | 9       | Dan Greaney                                    |
| 2016  | La Cage au fol                    | The Burns Cage                   | 27     | 17      | Rob LaZebnik                                   |
| 2016  | La Ville                          | The Town                         | 28     | 3       | Dave King                                      |
| 2016  | L'Étrange Noël de Krusty          | The Nightmare After Krustmas     | 28     | 10      | Jeff Westbrook                                 |
| 2017  | Kamp Krusty                       | Kamp Krustier                    | 28     | 16      | David M. Stern                                 |
| 2017  | Les Serfson                       | The Serfsons                     | 29     | 1       | Brian Kelley                                   |
| 2017  | Porté disparu                     | Gone Boy                         | 29     | 9       | John Frink                                     |
| 2018  | Pardon et Regret                  | Forgive and Regret               | 29     | 18      | Bill Odenkirk                                  |
| 2018  | Autoroute pour le paradis         | My Way or the Highway to Heaven  | 30     | 3       | Dan Castellaneta, Deb Lacusta et Vince Waldron |
| 2019  | Le Petit Soldat de plomb          | Mad About the Toy                | 30     | 11      | Michael Price                                  |
| 2019  | Sports d'E-quipe                  | E My Sports                      | 30     | 17      | Rob LaZebnik                                   |
| 2019  | Marge la bûcheronne               | Marge the Lumberjill             | 31     | 6       | Ryan Koh                                       |
| 2019  | Le Thanksgiving de l'horreur      | Thanksgiving of Horror           | 31     | 8       | Dan Vebber                                     |
| 2020  | Mieux sans Ned                    | Better Off Ned                   | 31     | 16      | Jeff Westbrook, Al Jean et Joel H. Cohen       |
| 2020  | Aïe, Carumbus                     | I, Carumbus                      | 32     | 2       | Cesar Mazariegos                               |
| 2020  | Pas d'excuse                      | Sorry Not Sorry                  | 32     | 9       | Nell Scovell                                   |
| 2021  | Yokel Hero                        | Yokel Hero                       | 32     | 14      | Jeff et Samantha Martin                        |
| 2021  | La Star des coulisses             | The Star of the Backstage        | 33     | 1       | Elisabeth Kiernan Averick                      |
| 2021  | Les Mères et les Autres Étrangers | Mother and Other Strangers       | 33     | 9       | Al Jean                                        |
| 2022  | Mon poulpe et un professeur       | My Octopus and a Teacher         | 33     | 18      | Carolyn Omine                                  |
| 2022  | Simpson Horror Show XXXIII        | Treehouse of Horror XXXIII       | 34     | 6       | Carolyn Omine Ryan Koh Matt Selman             |
| 2022  | De la bière à la paternité        | From Beer to Paternity           | 34     | 7       | Christine Nangle                               |
| 2023  | Sans Bart                         | Bartless                         | 34     | 15      | John Frink                                     |
| 2023  | Simpson Horror Show XXXIV         | Treehouse of Horror XXXIV        | 35     | 5       | Jeff Westbrook Jessica Conrad Dan Vebber       |
| 2023  | Fais ce qu'il ne faut pas faire   | Do the Wrong Thing               | 35     | 10      | Joel H. Cohen                                  |
| 2024  | Le Clan de la maman des cavernes  | Clan of the Cave Mom             | 35     | 13      | Brian Kelley                                   |
| 2024  | L'Anniversaire de Bart            | Bart's Birthday                  | 36     | 1       | Jessica Conrad                                 |
| 2024  | Air Confort                       | Convenience Airways              | 36     | 8       | Loni Steele Sosthand                           |
| 2025  | Abe League of Their Moe           | Abe League of Their Moe          | 36     | 19      | Joel H. Cohen                                  |

#### Autre
- 2007 : Les Simpson, le film (assistant réalisateur)

### Animateur
- 1997-2013 : Les Simpson (89 épisodes)

### Storyboardeur
- 2007-2013 : Les Simpson (9 épisodes)